# Nusalala ghioi
Nusalala ghioi là một loài côn trùng trong họ Hemerobiidae thuộc bộ Neuroptera. Loài này được Monserrat miêu tả năm 2000.